# Михайло «Мужило» Бучацький
Міхал (Михайло) «Мужило» Бучацький гербу Абданк (бл. 1390/1410 — 1469/1470) — польський шляхтич, військовик та урядник Королівства Ягеллонів. Представник роду Бучацьких.

## Життєпис
Син Міхала Авданця (Абданка) з Бучача і його дружини Малґожати Кола.
Після поділу спадщини отримав від батька у володіння, зокрема, Бучач. Король Владислав II Ягайло в 1427 р. затвердив його права на Бучач та переведення міста на польське право з маґдебурзького.
Після смерті великого литовського князя Вітовта разом з братами Міхалом і Теодориком сприяв захопленню Поділля у 1430 р. для Корони Польської, зайнявши замки Кам'янця, Смотрича, Червоногороду, Скали. Отримав 1436 року у заставу від короля староства Снятинське і Коломийське у Руському воєводстві з метою відбудови тих замків. Після загибелі брата М. Бучацького став опікуном його малолітніх дітей і вдови Ельжбети (до 1444 року). 2 вересня 1439 р. фундував костел в Михальчу (записав для нього село Репужинці).
10 лютого 1444 в Коломиї Ян з Чижова — краківський каштелян, староста, намісник короля — разом з асесорами наказав йому не брати мита з львівських міщан в Коломиї. Уклав 1454 року договірну грамоту з молдавським канцлером Міхаєм про сплату мита у Коломиї. Був послом короля 1461 року у князівстві Молдавії (Бесарабія).
У 1460 роках став каштеляном кам'янецьким та в 1465 році — воєводою подільським. Помер старим в 1469 або 1470.

### Власність, посідання
16 серпня 1442 року король Владислав III надає Михайлу Бучацькому села Велике Біле, Білий Потік, Бичківці, Угельче, Лопушно, Тудорів Теребовельського повіту над річкою Серет.
2 березня 1456 року, згідно запису в книзі галицького суду, Грицько Кердейович продав свій спадковий Козлів, село у Теребовлянському повіті, за 400 гривень йому як старості снятинському і коломийському.
Посідав також, зокрема:
- у 1469 році села Тудорів, Білий Потік, Бичківці, Голгоча, Лопушно у Теребовельському повіті (вказаний як подільський воєвода),[13]

### Шлюби і діти
Перший шлюб з Ядвиґою (прізвище невід.) був бездітним. 
У шлюбі з Катажиною (прізвище невідоме) народилися:
- Міхал (Михайло) (бл. 1430 — по 1474) — староста снятинський; дружина — Зофія з Коморова
- Ян (Іван) — одружився бл. 1453, ймовірно з Барбарою (прізвище невідоме)
- Давид (бл. 1440—1485) — стольник кам'янецький 1472, підкоморій галицький 1474, воєвода подільський 1481, староста генеральний подільський 1483
- Катажина (бл. 1420) — дружина воєводи подільського Анджея Фредра з Плешевичів гербу Бонча (бл. 1410—1476/1477)
- Малґожата, дружина: 
1. перемиського каштеляна Миколая Кміти з Дубецька[14] гербу Шренява; 
2. Станіслава Влодковича[15] з Яричева;
3. львівського міщанина Георгія (Юрашка) Фрідріха (Фредерічі), багатого купця, сина львівського бурмистра Миколая Фрідріха

Є також інформація, що мав доньку Барбару (Варвару), дружину Станіслава зі Славська (Славського).